# Interpretações da mecânica quântica
Uma interpretação da mecânica quântica é uma tentativa de responder a questão: Sobre o que trata exatamente a mecânica quântica? A questão têm as suas raízes históricas na natureza da mecânica quântica, que desde o início foi considerada como uma teoria radicalmente diferente de todas as demais precedentes; não obstante constituindo uma das teorias "mais comprovadas e de maior sucesso na história da ciência".
A mecânica quântica, como uma teoria científica, tem sido muito bem sucedida em prever resultados experimentais. Isto significa, primeiro, que há uma correspondência bem definida entre os elementos do formalismo (matemático e abstrato) e os procedimentos experimentais e, em segundo, que os resultados obtidos neste experimentos estão extremamente de acordo com o formalismo. Contudo, as questões básicas sobre exatamente o que significa a mecânica quântica constituem uma proposta em si, e requerem algumas explicações adicionais de ordem filosófica que nitidamente transcendem os limites empíricos da ciência.

## História

### A controvérsia científica entre as interpretações
Com a ruptura entre a Física Clássica e a Física Quântica que emerge a partir do quantum de ação, ocorre o desenvolvimento da Mecânica Quântica e um embate na comunidade científica sobre o significado acerca do mundo que emerge com a teoria quântica ao interpretar os resultados experimentais, o formalismo matemático, as probabilidades, a incerteza e por fim a realidade em si. A controvérsia se estabelece na construção inicial da teoria e se estende até os dias de hoje. Algumas posições interpretativas se contrapunham tal como Einstein, que defendia uma posição realista, e a Interpretação de Copenhague, que defendia uma posição positivista.
O entendimento da estrutura matemática da teoria trilhou vários estágios preliminares de desenvolvimento. De início, Schrödinger não entendeu a natureza probabilística da função de onda associada ao elétron. Foi Max Born quem propôs a interpretação de distribuição de probabilidade no espaço para a posição da partícula associada. Outros cientistas de destaque, tais como Albert Einstein, tiveram grande dificuldade em concordar com as implicações básicas da teoria. Mesmo que sejam por alguns tratados como problemas já solucionados, eles ainda têm grande importância para atividades de interpretação, visto que as naturezas das respostas por vezes transcendem em muito os limites científicos, e usualmente não encontram-se univocamente determinadas.
Disto não se deve porém presumir que a maioria dos físicos considere que a mecânica quântica necessite de uma interpretação além da mínima encerrada na interpretação instrumentalista, mesmo que a maioria hoje em dia mostra-se solidário à  Interpretação de Copenhague; em popularidade seguida não tão de perto pela Interpretação das Histórias Consistentes e pela Interpretação de Muitos Mundos. A maioria dos físicos adeptos de uma interpretação distinta da mínima tem consigo, entretanto, que questões não instrumentais - em particular questões ontológicas - não são ao fim relevantes à física; recorrendo, quando enfadados por questões meramente filosóficas, frequentemente ao ponto de vista de Paul Dirac - às vezes incorretamente atribuído a Richard Faynman: "Cale-se e calcule!" .
Assim, as diferentes interpretações da mecânica quântica são agrupadas em três escolas: a realista, a ortodoxa e a agnóstica. As posições de cada escola são determinadas através da resposta à seguinte pergunta: supondo que medimos uma partícula no ponto A, onde ela estava logo antes da medida? 
1. Segundo a escola realista, ela estava no ponto A. Isso implica que a mecânica quântica é uma teoria incompleta e que há, portanto, outras variáveis (variáveis ocultas) que são necessárias para descrever o comportamento da particula. Einstein defendia essa ideia.
2. Segundo a escola ortodoxa, foi o ato da medida que colapsou a função de onda obrigando a partícula a obter uma posição definida. Essa interpretação, conhecida como interpretação de Copenhague, é defendida por Bohr.
3. Segundo a escola agnóstica, não se pode afirmar algo que não se pode medir. Portanto, precisaríamos medir a posição da particula para saber onde ela está, de modo que não se sabe onde a partícula estava antes de medí-la e o questionamento proposto perde o sentido. Conforme as palavras de Pauli: “'Não devemos nos torturar tentando resolver um problema sobre algo que não sabemos se existe ou não, assim como é inútil tentar resolver o antigo problema de quantos anjos cabem sentados na ponta de uma agulha".[4]

## Dificuldades de uma interpretação direta
As dificuldades observadas na interpretação refletem vários pontos a respeito da descrição ortodoxa da mecânica quântica. Neste artigo são destacados 4 destes pontos:
1. A natureza abstrata, matemática, da descrição da mecânica quântica.
2. A existência de processos não deterministicos e irreversíveis na mecânica quântica.
3. O fenômeno do entrelaçamento, e particularmente, a alta correlação entre eventos que se esperariam remotos na física clássica.
4. A complementaridade de possíveis descrições da realidade.

Inicialmente, a aceita estrutura matemática da mecânica quântica era baseada profundamente em abstrações matemáticas, tais como espaço de Hilbert e operadores no espaço de Hilbert.  Em mecânica clássica e eletromagnetismo, por outro lado, as propriedades de um ponto material ou as de um campo são descritas por números reais  ou funções definidas em duas ou três dimensões. Claramente, localmente falando, para estas teorias parece ser menos necessário prover uma interpretação especial para estes números e funções.
Além disto, os processos de medição apresentam um papel aparentemente essencial nesta teoria. Eles se relacionam a elementos abstratos da teoria, tais como a função de onda, para valores definidos operacionalmente, tais como probabilidades. Medições interagem com o estado do sistema, de algumas maneiras peculiares, como ilustrado no experimento de dupla fenda.
O formalismo matemático usado para descrever a evolução temporal de um sistema não relativístico propõe de certa forma dois tipos de transformações:
- Transformações reversíveis descritas pelo operador unitário no estado espacial. Estas transformações podem ser determinadas pela solução da equação de Schrödinger.
- Transformações não reversíveis e não deterministicas descritas matematicamente por transformações mais complicadas (veja operadores quânticos). Exemplos destas transformações são aquelas experimentadas pelo sistema como resultado da medição.

Uma versão restrita do problema de interpretação da mecânica quântica consiste em prover algum tipo de imagem plausível, justamente para este segundo tipo de transformação. Este problema deve ser dirigido puramente por reduções matemáticas, por exemplo pela interpretação como na de muitos mundos ou histórias consistentes .
Além das características não deterministicas e irreversíveis do processo de medição, há outros elementos da física quântica que a distinguem profundamente da física clássica e que não podem ser representados por qualquer figura clássica. Um destes é o fenômeno do entrelaçamento, ilustrado pelo paradoxo EPR, o qual parece violar o principio da casualidade local.
Outra obstrução para a interpretação direta é o fenômeno da complementaridade, o qual parece violar os princípios básicos do lógica proposicional. A complementaridade diz não haver nenhuma figura lógica (obedecendo a lógica proposicional clássica) que pode descrever simultaneamente e ser usado para justificar todas as propriedades de um sistema quântico S. Isto pode ser frequentemente formulado dizendo-se que há um conjunto de proposições "complementares" A e B que pode descrever S, mas não ao mesmo tempo.  Exemplos de A e B são proposições envolvendo a descrição de S na forma de onda e corpuscular. O enunciado anterior é uma parte de formulação original de Niels Bohr, a qual é frequentemente equaciona o principio da complementaridade em si.
A completariedade não é tida usualmente como um prova da falha da lógica clássica, embora Hilary Putnam tenha levantado este ponto de vista em seu trabalho Is logic empirical?. Ao contrário disto, a complementariedade significa que a composição de propriedades físicas de S (tais como posição e momento variando em uma certa faixa) possuem uma conectividade proposicional que não obedecem as leis da lógica proposicional clássica.  Como é agora bem demonstrado (Omnès, 1999) "a origem  da complementariedade encontra-se na não commutatividade dos operadores descrevendo observáveis na mecânica quântica."

## Estado problemático das visões e interpretações
O preciso estado ontológico, de cada uma das visões interpretativas, permanece um tema da argumentação filosófica.
Em outras palavras, se nos interpretamos uma estrutura formal X da mecânica quântica por meio da estrutura Y (via uma equivalência matemática das suas estruturas), qual é o estado de Y? Esta é uma velha questão do formalismo científico, vista de um novo ângulo.
Alguns físicos, por exemplo Asher Peres e Chris Fuchs, apresentam a argumentação que uma interpretação não é nada mais do que uma equivalência forma entre um conjuntos de leis para operar dados experimentais. Isto deve sugerir que todo exercício de interpretação é desnecessário.

## Interpretação instrumental
Qualquer teoria cientifica moderna requer pelo menos uma descrição instrumental a qual possa relacionar o formalismo matemático a experimento prático. No caso da mecânica quântica, a descrição instrumental mais comum é uma afirmação da regularidade estatística entre processo preparação e o processo de medição. A esta geralmente é acrescentado a afirmação da regularidade estatística de um processo de medição realizado em um sistema em um dado estado φ.
Considere por exemplo a medição M de uma propriedade física observável com duas possíveis saídas "para cima" ou "para baixo" que podem ser realizadas em um sistema S com espaço de Hilbert H.  Se a medição é realizada fora de um sistema do qual o estado quântico seja conhecido φ ∈ H, então, de acordo com as leis da mecânica quântica, a medição irá levar à mudança do estado do sistema da seguinte forma: imediatamente após a medição o sistema se transformará em um dos dois estados φpara baixo se a saída for "para baixo" ou φpara cima ser a saída for "para cima".  A teoria matemática fornece as seguintes expressões para este estado:
{\displaystyle \varphi _{\operatorname {paracima} }=\operatorname {E} _{\operatorname {paracima} }(\varphi ).}
{\displaystyle \varphi _{\operatorname {parabaixo} }=\operatorname {E} _{\operatorname {parabaixo} }(\varphi ).}
onde E para baixo  and Epara cima são projeções ortogonais em dentro do espaço dos autovetores do observado. Os números
{\displaystyle \operatorname {P} _{\operatorname {paracima} }=\langle \varphi _{\operatorname {paracima} }\mid \varphi \rangle }
{\displaystyle \operatorname {P} _{\operatorname {parabaixo} }=\langle \varphi _{\operatorname {parabaixo} }\mid \varphi \rangle }
têm uma descrição instrumental precisa em termo de freqüências relativas.  Isto significa que, em um ciclo infinito de experimentos de medições idênticos (no qual todos os sistemas estão preparados no estado φ), a proporção de valores com saída "para baixo" é  Ppara paixo e a proporção de valores com a saída "para cima" é Ppara cima. Note que Ppara cima, Ppara baixo são ambos números não negativos e:{\displaystyle \operatorname {P} _{\operatorname {paracima} }+\operatorname {P} _{\operatorname {parabaixo} }=\langle \varphi _{\operatorname {paracima} }\mid \varphi \rangle +\langle \varphi _{\operatorname {parabaixo} }\mid \varphi \rangle =\langle (\operatorname {E} _{\operatorname {paracima} }+\operatorname {E} _{\operatorname {parabaixo} })\varphi \mid \varphi \rangle =1}
tal que Ppara cima, Ppara baixo podem ser consideras realmente como probabilidades.
Por um abuso de linguagem, a simples descrição instrumental pode ser dita como sendo uma interpretação, embora este uso seja de algum modo enganador já que o instrumentalismo explicitamente evita qualquer regra explanatória; isto é, ele não tenta responder à questão a qual mecanismo quântico estamos referindo.

## Propriedades das interpretações
Uma interpretação pode ser caracterizada pelo fato de satisfazer certas propriedades, tais como:
- Realismo
- Completude
- Realidade local
- Determinismo

Para exemplificar estas propriedades, devemos ser mais explícitos a cerca do tipo de visão que a interpretação proporciona. Para finalmente considerar uma interpretação como uma correspondência entre elementos do formalismo matemático M e os elementos de uma estrutura interpretativa I, onde:
- O formalismo matemático consiste do mecanismo do espaço Hilbertiano de vetores-ket, operadores auto-adjunto atuando no espaço de vetores-ket, com dependência temporal unitária dos vetores-ket e operações medição. Neste contexto uma operação de medição pode ser considerada como uma transformação a qual leva um vetor-ket em uma distribuição de probabilidade de vetores-ket. Veja também operadores quânticos para uma formalização deste conceito.
- A estrutura de interpretação incluem estados, transições entre estados, operações de medição e possíveis informações a respeito da extensão espacial destes elementos. Como uma operação de medição a qual retorna um valor e resulta em uma  possível mudança de estado no sistema.   Informações espaciais, por exemplo, podem ser exibidas por estados representados como funções na configuração espacial. A transição deve ser não-deterministica ou  probabilística ou ter infinitos estados.  De qualquer forma, a concepção critica de uma interpretação é que os elementos de I são tratados como realidade física.

Neste sentido, uma interpretação pode ser interpretada como uma semântica para o formalismo matemático.
Particularmente, a limitada visão instrumentalista da mecânica quântica delineada na seção anterior não é uma interpretação completa desde que ela não faz referência a respeito da realidade física.
O uso atual na física de "inteireza" e "realismo"  é freqüentemente considerado tendo sido usada originalmente no trabalho (Einstein, 1935) que propôs o paradoxo EPR.  Neste trabalho os autores propõem o conceito de "elemento da realidade" e "inteireza" de uma teoria física. Embora eles não tenham definido "elemento da realidade", eles propõem uma boa caracterização para ele,  denominado-o como uma quantidade para qual um valor pode ser predito antes que amedição em si a perturbe de alguma forma. O EPR define uma "teoria física completa" como uma na qual cada elemento da realidade física é considerado pela teoria. Do ponto de vista semântico da interpretação, uma teoria da interpretação é completa se cada elemento da estrutura da interpretação é considerado pelo formalismo matemático. Realismo é uma propriedade de cada um dos elementos matemáticos do formalismo; qualquer elemento é real se corresponde a alguma coisa na estrutura de interpretação. Por exemplo, em algumas interpretações da mecânica quântica (tais como a interpretação de muitos mundos) o vetor ket associado ao sistema é tido como correspondendo a um elemento da realidade física, enquanto em outras isto não acontece.
Determinismo é uma propriedade caracterizada pela mudança de estado devido a passagem do tempo, em outras palavras, indica que o estado a um dado instante do tempo no futuro é uma função do estado presente (veja evolução). Isto deve nos permitir esclarecer se uma estrutura interpretativa particular é ou não determinística, precisamente porque ela ter ou não uma clara escolha por um paramento de tempo.  Além disto, uma dada teoria poderia ter duas interpretações, uma das quais é determinística, e outra não.
A realidade local tem duas partes:
- O valor retornado pela medição corresponde ao valor de alguma função no espaço de estado.  Dizendo de uma outra forma, este valor é um elemento da realidade;
- Os efeitos da medição devem ter uma velocidade de propagação que não excede alguma barreira universal (isto é, a velocidade da luz).  De forma a fazer sentido, operações de medição devem ser espacialmente localizada numa estrutura de interpretação.

Uma formulação precisa do realismo local em termos de uma teoria de variáveis local ocultas foi proposta por John Bell.
O Teorema de Bell e sua verificação experimental, restringe os tipos de propriedade que uma teoria quântica pode ter. Por exemplo, o teorema de Bell implica que mecânica quântica não pode satisfazer o realismo local.

## Comparação
Até este momento, não há evidência experimental que nos permita distinguir entre as várias interpretações listadas abaixo. Para que possa evoluir, a teoria física deve ser sustentável e consistente com ela mesmo e com a realidade; problemas surgem somente quando tentamos "interpretá-la".  Entretanto, existem atividades de pesquisa sendo feita no sentido de realizar testes experimentais que poderiam diferenciar entre a várias interpretações.
Algumas das interpretações mais importantes foram sumarizadas aqui:
| Interpretação                                          | Determinística? | Função de onda real? | Um universo? | Evita variáveis ocultas? | Evita colapso da função de onda? |
| ------------------------------------------------------ | --------------- | -------------------- | ------------ | ------------------------ | -------------------------------- |
| Histórias consistentes (Copenhague "corrigida")        | Não             | Não                  | Sim          | Sim                      | Sim                              |
| Interpretação de Copenhague (Forma da onda não é real) | Não             | Não                  | Sim          | Sim                      | Sim                              |
| Interpretação de Copenhague ( Forma da onda é real)    | Não             | Sim                  | Sim          | Sim                      | Não                              |
| Interpretação Transacional                             | Sim             | Sim                  | Sim          | Sim                      | Não                              |
| Consciência causa colapso                              | Não             | Sim                  | Sim          | Sim                      | Não                              |
| Interpretação de muitos mundos                         | Sim             | Sim                  | Não          | Sim 1                    | Sim                              |
| Interpretação de Bohm                                  | Sim             | Sim ²                | Sim          | Não                      | Sim                              |
| Interpretação estocástica                              | Não             | Não                  | Sim          | Não                      | Sim                              |

1A interpretação de muitos mundos não tem variáveis ocultas, exceto se consideramos entre os mundos em si.
²Bohm-de Broglie consideram que ambos partícula e função de onda ("onda guia") são reais.
Cada interpretação tem muitas variações. É difícil obter uma definição precisa da Interpretação de Copenhague; na tabela acima, duas variantes clássicas e uma nova versão da interpretação de Copenhague são mostradas; uma que utiliza a função de onda unicamente como uma ferramenta para calculo, e outra que utiliza a função de onda como um "elemento da realidade ".